# Веблен (Јужна Дакота)
Веблен (енгл. Veblen) град је у америчкој савезној држави Јужна Дакота.

## Демографија
По попису из 2010. године број становника је 531, што је 250 (89,0%) становника више него 2000. године.
| Група             | 2000.       | 2010.       |
| Белци             | 228 (81,1%) | 174 (32,8%) |
| Афроамериканци    | 0 (0,0%)    | 1 (0,2%)    |
| Азијати           | 0 (0,0%)    | 0 (0,0%)    |
| Хиспаноамериканци | 8 (2,8%)    | 281 (52,9%) |
| Укупно            | 281         | 531         |